# Harrach Péter
Harrach Péter Pál (Budapest, 1947. november 2. –) magyar teológus, kánonjogász, politikus, országgyűlési képviselő, egykori miniszter, az Országgyűlés korábbi alelnöke.

## Pályafutása
Az I. István Gimnáziumban érettségizett 1966-ban.

### Teológiai pályafutása
A budapesti Hittudományi Akadémián végzett 1972-ben. A Pázmány Péter Katolikus Egyetemen kánonjogi végzettséget szerzett. Eleinte lelkipásztori kisegítő munkatársként több katolikus egyházközségben dolgozott. 1990 és 1998 között a Magyar Katolikus Püspöki Konferencia titkárságán a világi ügyek referense volt. Azóta is jó kapcsolatokat ápol a Magyar Katolikus Egyházzal.

### Politikusi tevékenysége
A rendszerváltásig az MSZMP tagja volt. 1989-ben belépett a KDNP-be. 1990-ben beválasztották az ügyvivői testületbe, melynek 1991-ig volt tagja. 1990 és 1997 között a párt zuglói elnökeként tevékenykedett. Emellett 1993–94-ben a párt budapesti elnöke, valamint 1995–96-ban annak országos alelnöke volt.
1990 és 1998 között zuglói önkormányzati képviselő, 1994 és 1998 között pedig a Fővárosi Közgyűlés tagja volt.
1997-ben, a KDNP kettéválása idején kilépett a pártból. A Fidesz-hez közel álló MKDSZ egyik alapítója, (1997), majd 2000 és 2004 között társelnöke volt Surján Lászlóval.
Az 1998-as országgyűlési választáson a Szob központú Pest megye 1. választókerületből szerzett egyéni mandátumot. Az Országgyűlésben a Fidesz-frakció tagja lett. 2002-ben a bírósági döntés által a volt kizártak és kilépettek újjáalakították a KDNP-t, amelynek elnökhelyettesévé választották. Ezt a posztot 2004-ig töltötte be.
Az első Orbán-kormány alatt szociális és családügyi miniszterként tevékenykedett. Minisztersége alatt az Országos Területfejlesztési Tanács tagja is volt. A 2002-es kormányváltás után az Országgyűlés alelnökévé, ill. a Fidesz-frakció helyettes vezetőjévé is választották. A Fidesz szobi választókerületi elnöke lett 2003-ban, ahol 2002-ben másodszorra is megnyerte az országgyűlési választást.
2006-ban újból a szobi választókerületből került be az Országgyűlésbe, ahol az újjáalakult KDNP-frakció tagja, egyben frakcióvezető-helyettese lett, valamint újra megválasztották az Országgyűlés alelnökévé. 2007-ben a KDNP országos alelnöke lett. A 2010-es országgyűlési választáson ismét a szobi körzet juttatta a parlamentbe, ahol a KDNP frakcióvezetője lett, az Országgyűlés alelnökévé azonban már nem jelöltette magát.
2016-ban a kvóta-népszavazás körüli vita során kijelentette, hogy Ferenc pápa „menekültügyről vallott gondolatai nem képezik a hivatalos egyházi tanítás részét, vagyis nem jelentenek a hívő katolikusok számára lelkiismeretben kötelező azonosulást”.
2020-ban bejelentette, hogy „10 év frontszolgálat után” át szeretné adni a frakcióvezetői posztot. 2020. június 29-én Semjén Zsolt bejelentette, hogy július 15-től Simicskó István a KDNP frakcióvezetője.

## Családja
Nős, felesége tanár. Németül társalgási szinten beszél. Három fiúgyermekük van, a középső fia (Péter) a zuglói KDNP elnöke, a legkisebb fiú, Tamás a XIII. kerületi Fidesz frakcióvezetője, illetve 2009-től a Fidesz újlipótvárosi választókerületi elnöke is. Három unokája van.

## Kötetei
- Az élet és szeretet bölcsője. Katolikus Családkonferencia. Máriabesnyő, 1994. szeptember 15–17.; szerk. Harrach Péter, Somorjai Ádám; Püspökkari Családpasztorációs Bizottság, Bp., 1994
- A család jövője a magyar társadalomban; Szent István Társulat, Bp., 2002 (Haza a magasban)
- Akkor is a mi hazánk; KDNP Országgyűlési Képviselőcsoportja, Bp., 2008 (Kereszténység és közélet)
- Választóimnak; KDNP Országgyűlési Képviselőcsoportja, Bp., 2015